# U-7 (1910)
U-7 — подводная лодка Императорских военно-морских сил Германии, вошедшая в строй в 1911 году. Участвовала в Первой мировой войне, совершив три боевых похода, однако не добилась успехов. 21 января 1915 года у побережья Нидерландов по ошибке потоплена торпедой германской подводной лодки U-22.

## Постройка
U-7 являлась третьей ПЛ первой серии лодок «типа U-5». Лодка была заказана по программе 1908 года, строилась на верфи «Германия» в Киле. Заложена в апреле 1909 года, спущена на воду в мае 1910 года, вошла в строй в июле 1911 года. На ней были установлены четыре двигателя внутреннего сгорания, использовавших в качестве топлива керосин и дававшие суммарную мощность до 900 л. с., а также два электромотора общей мощностью 1040 л. с. Вооружение составляли 4 торпедных аппарата калибра 450 мм (2 носовых и 2 кормовых) с боезапасом 6 торпед и одно 37-мм орудие.

## Служба

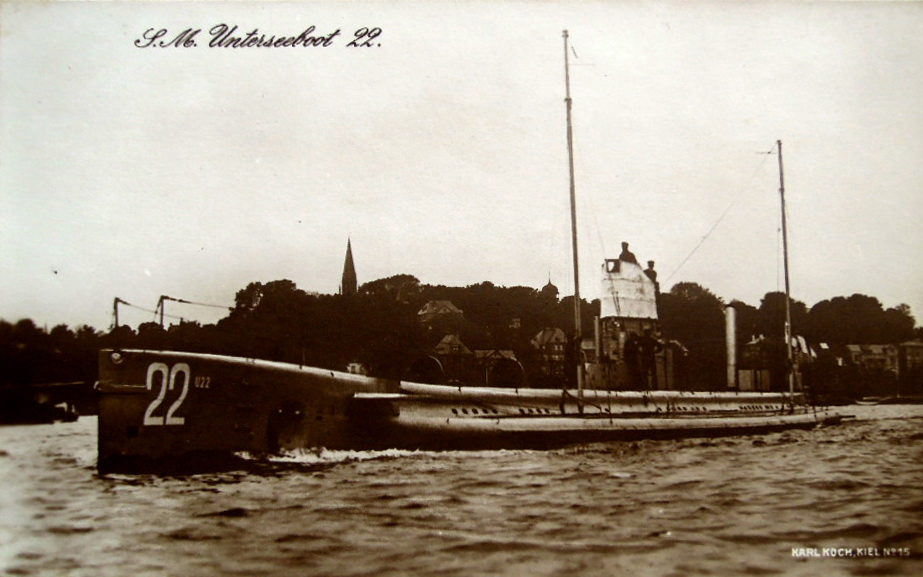
Подводная лодка кайзеровского флота U-22, потопившая U-7 (фотография 1912 года)

U-7 приняла участие в Первой мировой войне в составе I флотилии подводных лодок; командиром ПЛ с 1 августа 1914 года был капитан-лейтенант Георг Кёниг. Под его командой лодка совершила три боевых выхода в Северное море, однако результатов не добилась. 21 января 1915 года, когда U-7 находилась близ побережья Нидерландов в точке с примерными координатами 53°43′ с. ш. 6°02′ в. д., она была замечена с другой немецкой ПЛ — U-22 из III флотилии, которая ошибочно приняла обнаруженную лодку за ПЛ противника. U-22 произвела торпедную атаку и потопила U-7. По разным данным на борту подлодки находилось от 25 до 27 человек, из которых одному удалось спастись. U-7 стала первой в истории подводной лодкой, потопленной силами своей страны в боевых условиях.